# Brühwurst mit grober Fleischeinlage
Als Brühwurst mit grober Fleischeinlage (auch Grobe Brühwurst) bezeichnet man eine Untergruppe der Brühwurst.
Für die Herstellung verwendet man gekuttertes Brät oder gewolftes Fleisch und grob zerkleinertes Fleisch bzw. Innereien als Einlage. Die Einlage wird roh oder vorgekocht, jedoch nur selten vorgepökelt verwendet. Nachdem die Masse in Wursthüllen gefüllt wurde, werden Brühwürste in Wasser oder Wasserdampf gegart (gebrüht). Einige Rezepturen beinhalten ein kurzes Räuchern vor oder nach dem Garen. Nach dem Abkühlen sind die Würste sofort verzehrfähig.

## Sorten
- Bierschinken und Bierwurst Bierkugel
- Jagdwurst, Schinkenwurst, Stadtwurst, Fleischwurst und Lyoner mit grober Einlage
- Zungenwurst und Helle Zungenwurst
- Herzwurst, Milzwurst, Blasenwurst, Nierenwurst
- Schweinskopfwurst und Presskopf
- Hamburger Kochmettwurst, Norddeutsche Kochmettwurst und Kochsalami
- Krakauer, Touristenwurst und Knoblauchwurst
- Cabanossi und Kielbossa
- Frühstücksfleisch